# Olof Klohr
Olof Klohr (* 4. Januar 1927 in Hamburg; † 28. September 1994 in Rostock) war ein deutscher marxistischer Philosoph und Hochschullehrer in der DDR.

## Leben
Der Sohn eines Schriftsetzers schloss 1943 die Mittelschule in Hamburg ab und machte 1943–1946 eine kaufmännische Ausbildung in Hamburg, noch unterbrochen durch Wehrdienst. 1946–1947 besuchte Klohr die Dolmetscher-Schule Hamburg, die er mit der Dolmetscherprüfung in Englisch abschloss, aber nur kurz 1947 bei der britischen Militärregierung Hamburg nutzte. 1947–1949 besuchte er die Vorstudienanstalt Halle und legte 1949 das Abitur ab. 1949–1951 studierte er Gesellschaftswissenschaften an der Universität Leipzig bis zum Dipl.-Lehrer für Gesellschaftswissenschaften, 1951–1957 war er Dozent am Institut für Gesellschaftswissenschaften an der Universität Halle, wo er 1956 zum Dr. phil.  mit einer Dissertation über Ernst Haeckel promoviert wurde: Das biogenetische Gesetz und seine philosophische Interpretation. 1957–1962 lehrte er als Dozent an der Universität Rostock, 1962 folgte die Habilitation an der Universität Jena mit der Arbeit: Katholische Philosophie und Theologie über einige Grundfragen des Lebens. Eine Auseinandersetzung mit idealistischen Irrtümern und Fehldeutungen in der westdeutschen katholischen Literatur. Darauf wurde er dort 1963 bis 1969 Professor für Religionssoziologie und „Wissenschaftlichen Atheismus“. Zu seinen Werken zählte eine empirische Studie über Klassenbewusstsein in einem Großbetrieb.
Nach Protesten von kirchlicher Seite wurde er 1969 als Professor für Dialektischen und Historischen Materialismus an die Ingenieurhochschule für Seefahrt Warnemünde/Wustrow versetzt, wo er bis 1990 im Bereich Marxismus-Leninismus lehrte. Dieses Fach gab es an jeder Hochschule in der DDR. Mit Hans Lutter (Pädagogische Hochschule Güstrow) und Gerhard Winter (Universität Greifswald) bildete er eine Forschungsgemeinschaft zum „Wissenschaftlichen Atheismus“. Ende 1989 wurde der Name geändert in „Religionswissenschaft“.
Klohr befasste sich mit dem Atheismus und speziell dem Katholizismus, etwa Teilhard de Chardin, sowie mit Religionssoziologie. In der DDR-Philosophie wurde diese Position etwa ab 1969 zunehmend isoliert, da die SED-Führung den Konflikt mit der protestantischen Kirche auf dem Weg in den Sozialismus vermeiden wollte. Der Atheismusforscher Martin Robbe etwa verlagerte sein Interesse auf die Orientalistik. Dabei war Atheismus in der sowjetischen Philosophie ein zentrales Thema. In den 1980er Jahren war Klohr beteiligt an der Erstellung einer Eichsfeld-Studie über den dortigen Katholizismus.
Stefan Heym stellt ironisch Klohr im Roman Ahasver als Dr. Dr. h. c. Beifuß dar.

## Schriften
- Naturwissenschaft, Religion und Kirche. Berlin 1958. (polnische Ausgabe Warschau 1960, ungarische Ausgabe Budapest 1966)
- (Hrsg.): Moderne Naturwissenschaft und Atheismus. Berlin 1964.
- (Hrsg.): Religion und Atheismus heute. Ergebnisse und Aufgaben marxistischer Religionssoziologie. Berlin 1966.
- Marxismus-Leninismus, Atheismus, Religion. Rostock-Warnemünde 1978.
- Walter Friedrich, Olof Klohr, Peter Förster: Zu einigen Problemen der weltanschaulich-atheistischen Erziehung: Expertise. Zentralinstitut für Jugendforschung (ZIJ), Leipzig 1971 (ssoar.info [abgerufen am 11. März 2021]).
- Die katholische Kirche auf dem Eichsfeld – eine Dokumentation. Forschungsgruppe Wissenschaftlicher Atheismus, Forschungsbericht 43, Rostock 1987[1]